# 혼자 왔어요
《혼자 왔어요》는 2017년 10월 3일부터 2017년 10월 4일까지 KBS 2TV에서 방송되었던 한국방송공사의 텔레비전 프로그램이다. 추석특집 파일럿 편성했으나, 이후 정규 편성의 불발되었다.

## 출연자
- 한고은
- 성시경
- 민경훈
- 소유